# Anund Jakob

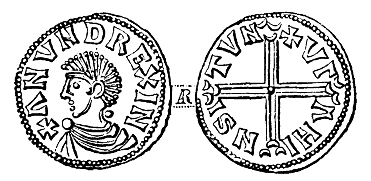
Münze die für Anund Jakob geprägt wurde.

Anund Jakob „Kolbränna“ (* Beginn des 11. Jahrhunderts; † 1050) war König von Schweden von 1022 bis 1050.
Anund war der Sohn König Olofs III. und dessen Frau Estrid († 1035), Tochter eines slawischen Obodritenfürsten. Bei seiner Taufe ungefähr zwischen 1007 und 1009 in Husaby oder Skara erhielt er den Namen Jakob.
Ab 1019 agierte er als Mitregent neben seinem Vater. Nach dessen Tod wurde er 1022 König von Schweden. Ab etwa 1030 ließ er in Sigtuna Münzen prägen.
In einem Bündnis mit seinem Schwager König Olav dem Heiligen von Norwegen kämpfte Anund um 1026 bei Helgeå in Schonen gegen König Knut den Großen von England und Dänemark. Die beiden verloren den Kampf.
Als Olav der Heilige 1030 aus dem Exil in Nowgorod zurückkehrte, unterstützte ihn Anund mit  400 Kämpfern.
Anund erhielt den Beinamen „Kolbränna“ (Köhler), da er die Häuser von Gesetzesbrechern niederbrennen ließ.
Im Jahr 1047 gewährte er dem vertriebenen König Sven Estridsson von Dänemark Zuflucht an seinem Hof. Dieser lieferte später Adam von Bremen erste Berichte über Schweden.
Anund Jakob war verheiratet mit einer Gunhild († nach 1050). Er starb 1050 eines natürlichen Todes. Von ihm sind keine Kinder bekannt.